# Anatopynia xanthina
Anatopynia xanthina är en tvåvingeart som beskrevs av Edwards 1931. Anatopynia xanthina ingår i släktet Anatopynia och familjen fjädermyggor. Inga underarter finns listade i Catalogue of Life.